# Trans-Am Series
La Trans Am Series presented by Pirelli è una serie automobilistica statunitense organizzata dallo Sports Car Club of America. La serie è divisa nelle classi TA e TA2 per le vetture silhouette e nelle classi GT, SGT e XGT per le vetture Gran Turismo.

## Storia

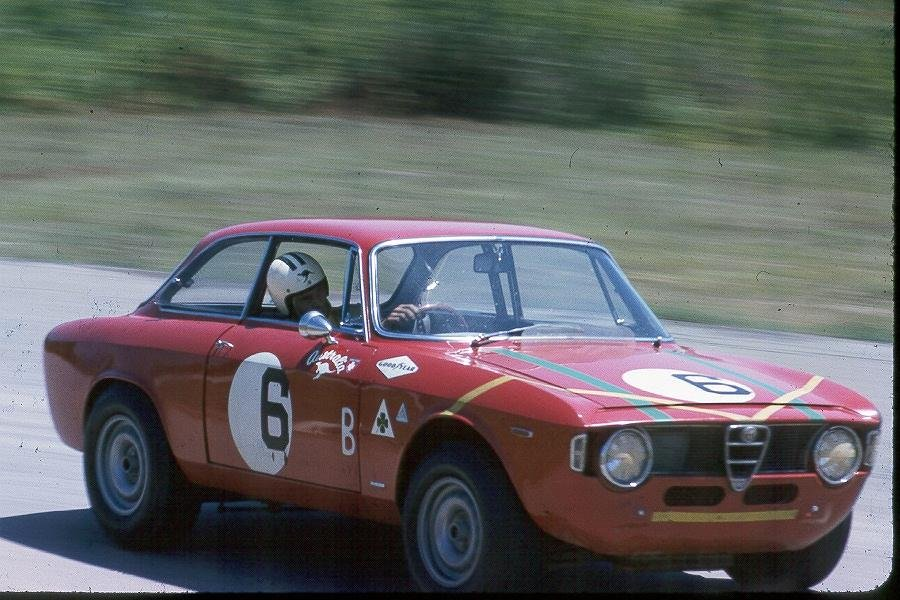
Horst Kwech alla guida della Alfa Romeo Giulia GTA nel campionato Trans-American Sedan Championship del 1966

La Trans-Am Series è stata istituita nel 1966 da John Bishop, presidente dello Sports Car Club of America, come Trans-American Sedan Championship; nel 1967 è stata rinominata Trans-American Championship. Nel corso degli anni la serie si è evoluta da campionato costruttori per berline e coupé alla forma corrente che prevede vari campionati piloti, assegnati a partire dal 1972, e costruttori aperti anche alle vetture Gran Turismo.
Nel 2006, dopo un campionato di soli due round, la serie è stata cancellata a causa delle scarse iscrizioni ma è stata ripristinata nel 2009 utilizzando vetture SCCA GT-1.

## Aspetti sportivi

### Gare
Nel 2016 è stato annunciato che, a partire dalla stagione 2017, sarebbe stato introdotto il nuovo campionato indipendente Trans Am West Coast Championship, costituito da 3 gare disputate sulla West Coast e da una gara condivisa con il Trans Am Championship al Circuito delle Americhe.
A partire dal 2018 il Trans Am Championship disputa 12 gare su circuiti permanenti, circuiti su strada e circuiti cittadini. Sempre nel 2018 sono stati introdotti i sotto-campionati regionali Northern Cup e Southern Cup, destinati principalmente ai piloti che non intendono o non possono permettersi di partecipare alla stagione completa. Un pilota o un team può iscriversi e competere per i punti in entrambi i sotto-campionati contemporaneamente ma non a un sotto-campionato e al campionato principale. Altre novità per la stagione 2018 sono state l'istituzione del Master's Championship, destinato ai piloti di età superiore ai 65 anni, e del Trans Am Team Championship, un campionato destinato alle squadre.
Nella stagione 2021 è stata creata la Pro/Am Challenge, in cui è permesso ai piloti SCCA di scendere in pista con vetture che rispettano le specifiche SCCA del 2021. Questo campionato secondario è aperto a tutte le cinque classi Trans Am e richiede che le vetture siano modificate per avere parametri e prestazioni corrispondenti a quelli della classe. I partecipanti alla Pro/Am Challenge devono partecipare ai due round specifici per la Pro/Am Challenge e ad altri quattro round a scelta del campionato principale o West Coast.

### Sistema di punteggio
In origine i punti venivano assegnati al costruttore in base alle prime 6 vetture classificate: 9-6-4-3-2-1. A partire dall'istituzione del campionato piloti nel 1972 i punti sono stati assegnati ai primi 10 piloti all'arrivo: 20-15-12-10-8-6-4-3-2-1. Dal 1990 i punti sono assegnati a tutti i piloti che giungono all'arrivo: per i primi 24 piloti il sistema di punteggio è 30-27-25-23-21-19-18-17-16-15-14-13-12-11-10-9-8-7-6-5-4-3-2 mentre ai piloti classificati da venticinquesimo in poi che concludono la gara viene assegnato un punto. In qualifica sono assegnati ulteriori punti ai primi tre qualificati secondo il sistema 3-2-1. Un ulteriore punto è assegnato a qualsiasi pilota che completi almeno un giro in testa nella propria classe e un punto aggiuntivo è assegnato al pilota che completa il maggior numero di giri in testa nella sua classe. Il sistema di punteggio per il campionato costruttori è rimasto invariato dalla nascita della serie.
Il sistema di punteggio del campionato West Coast è il medesimo della serie principale e le due classifiche piloti e costruttori sono indipendenti.
I punti del Master's Championship, del Team Championship e della Pro/Am Challenge sono assegnati secondo il sistema di punteggio dei piloti.

### Le classi

#### TA

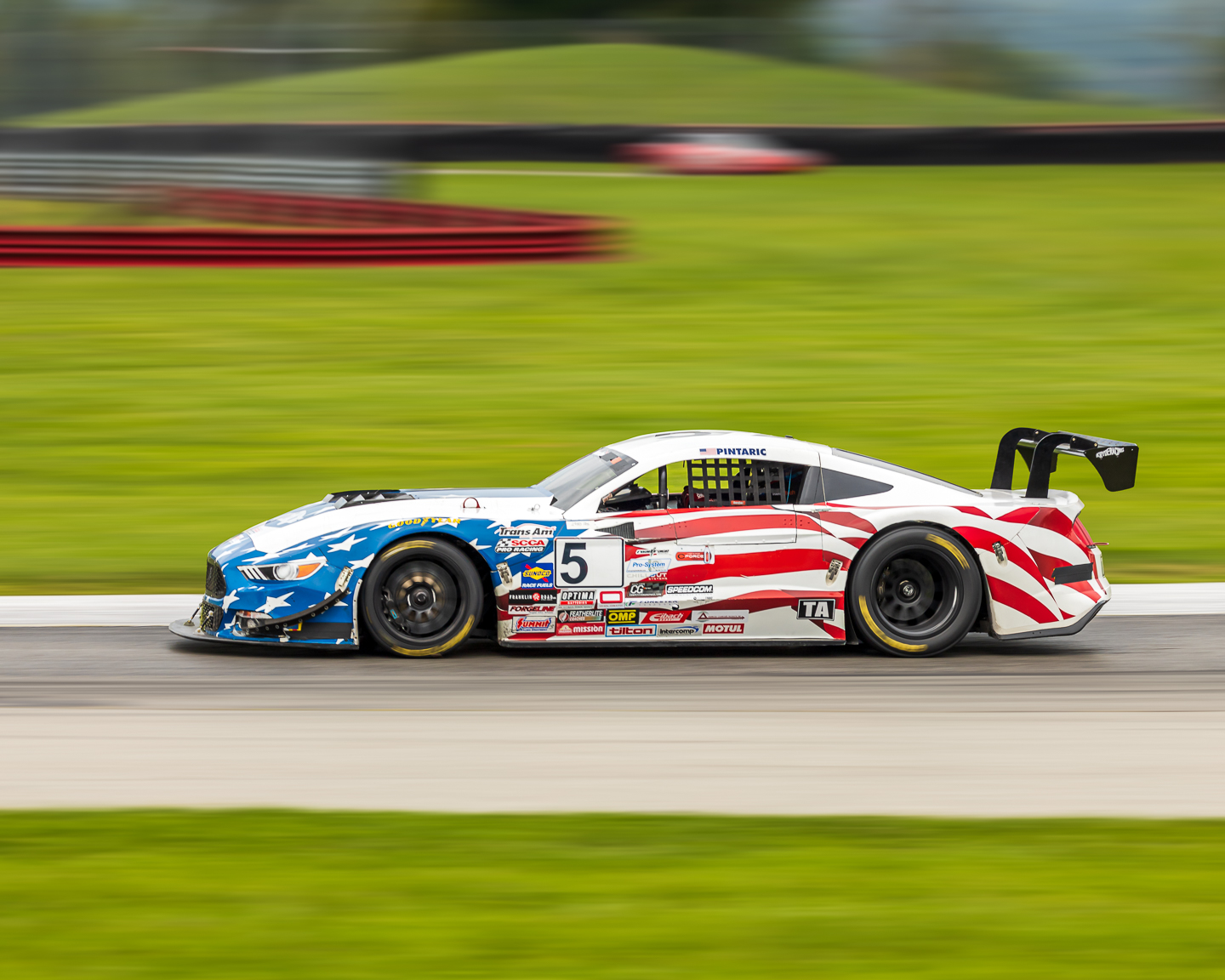
Una Ford Mustang con specifiche TA in corsa al circuito di Mid-Ohio nel 2022

Le vetture della classe TA hanno un telaio tubolare e una carrozzeria in materiali compositi che è una replica in scala reale prodotta da Advanced Composite Products o Derhaag Motorsports di quelle del produttore del telaio: principalmente si tratta di Cadillac CTS-V, Chevrolet Camaro, Dodge Challenger o Ford Mustang. Ogni carrozzeria è ammessa al campionato dal primo anno di produzione del modello stradale fino a 5 anni dopo il termine della produzione; trascorsi i 5 anni dal termine della produzione il modello di carrozzeria può essere utilizzato per altri 5 anni ma limitatamente a 5 gare per stagione. Le vetture possono usare un alettone posteriore a un piano e sono dotate di un motore aspirato V8 da 5,99 L e 850 cv di potenza. La classe TA è l'unica della serie ad ammettere l'uso di benzina con piombo. Il peso minimo di una vettura è di 2 780 libbre (1 260 kg). Il cambio deve essere obbligatoriamente manuale e non deve avere più di 5 marce avanti e una marcia indietro. È ammesso il cambio sequenziale mentre è proibito ogni tipo di sistema di controllo della trazione.

#### TA2

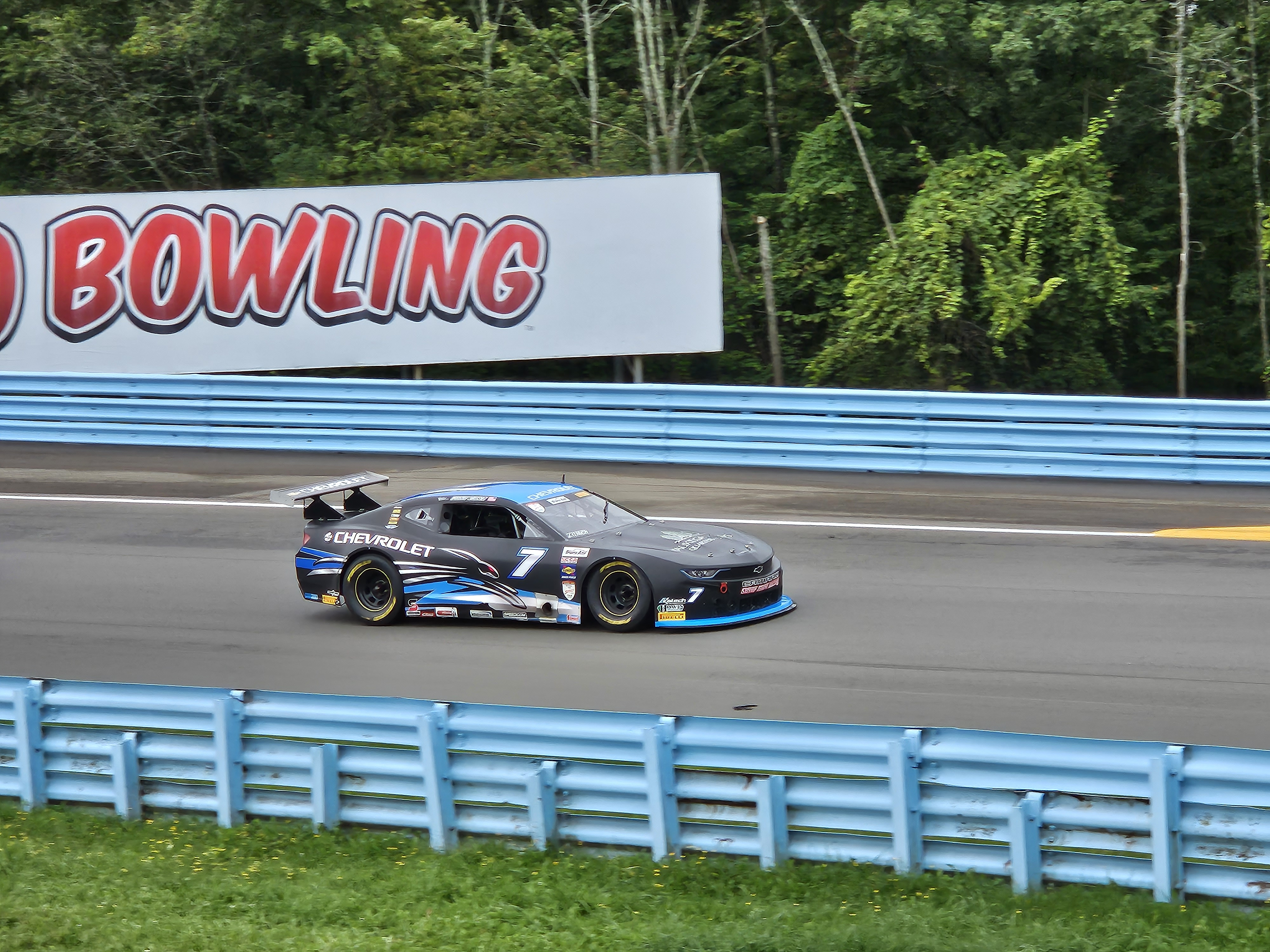
Una Chevrolet Camaro della classe TA2 impegnata a Watkins Glen International nel 2023

Le vetture della classe TA2 hanno un telaio tubolare prodotto da Howe Racing Enterprises, Mike Cope Racing, M-1 Motorsport e una carrozzeria replica di Chevrolet Camaro, Ford Mustang o Dodge Challenger prodotta da Five Star Racing Race Car Bodies o Howe Racing Enterprises. Il peso minimo di una vettura è di 2 830 libbre (1 280 kg). I costi di ammortizzatori, pinze freno, pastiglie freno e tubi di scarico sono controllati, l'uso del titanio è proibito e la fibra di carbonio è ammessa solo per la realizzazione del sedile del pilota e dell'alettone posteriore, che deve essere a un piano ed è fornito esclusivamente da Derhaag Motorsports. I motori utilizzati devono provenire da un produttore approvato dalla Trans Am, devono essere a iniezione anziché a carburatore e devono avere un air restrictor che consenta al motore di avere una potenza non superiore a 530 hp. La trasmissione deve essere manuale a 4 marce e deve essere di un tipo disponibile commercialmente. Sono proibiti il cambio sequenziale e ogni sistema di controllo di trazione.

#### XGT

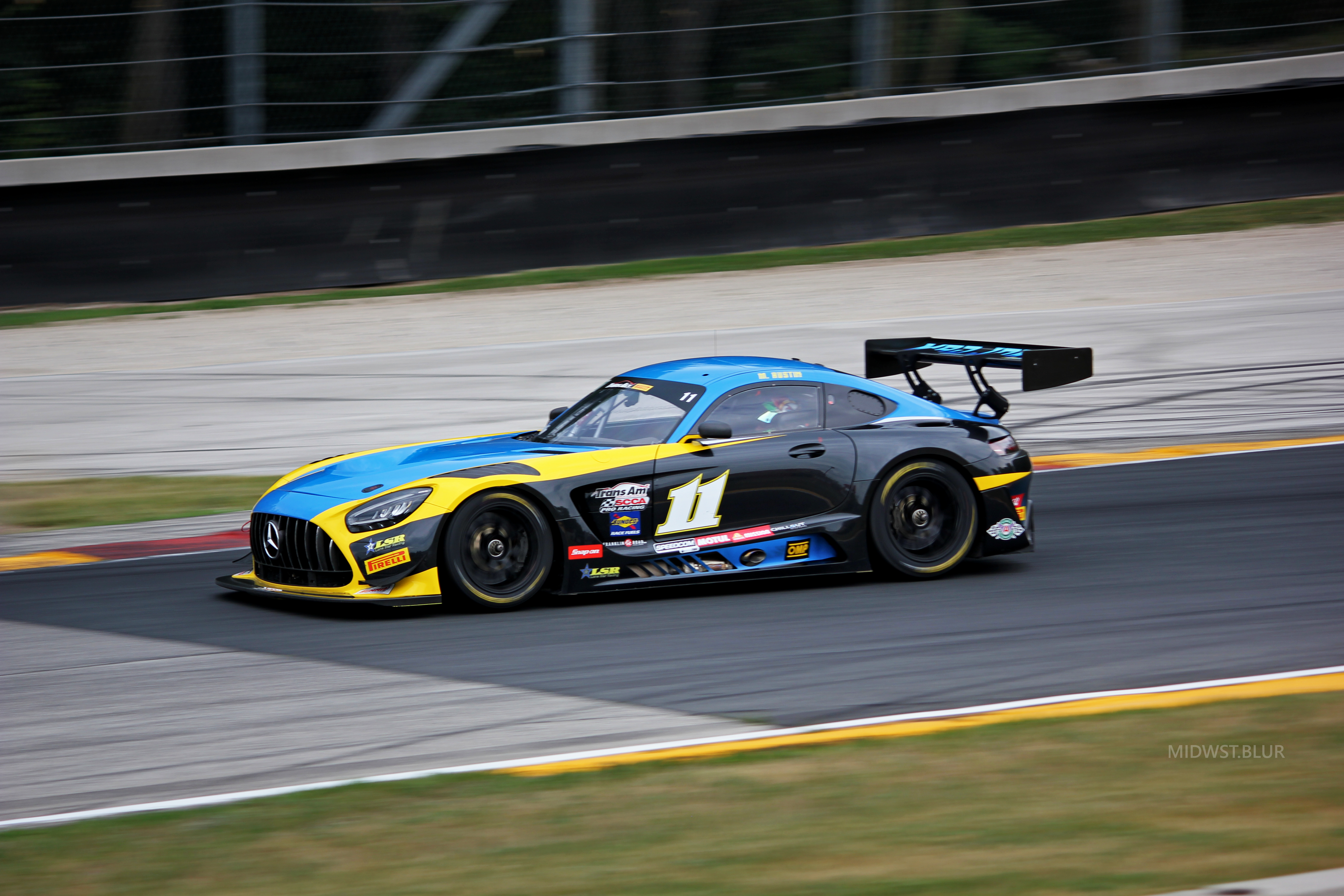
Una Mercedes-AMG GT3 di classe XGT ripresa al Road America nel 2022

La classe Xtreme Grand Touring (XGT) è riservata a vetture GT3 la cui omologazione è scaduta in base ai regolamenti della Federazione Internazionale dell'Automobile e del SRO Motorsports Group. Per potere iscrivere alla classe XGT una vettura GT3 prodotta dopo le modifiche apportate al regolamento nel 2017 il direttore tecnico deve determinare alcune modifiche da applicare per bilanciare le prestazioni delle vetture.

#### SGT

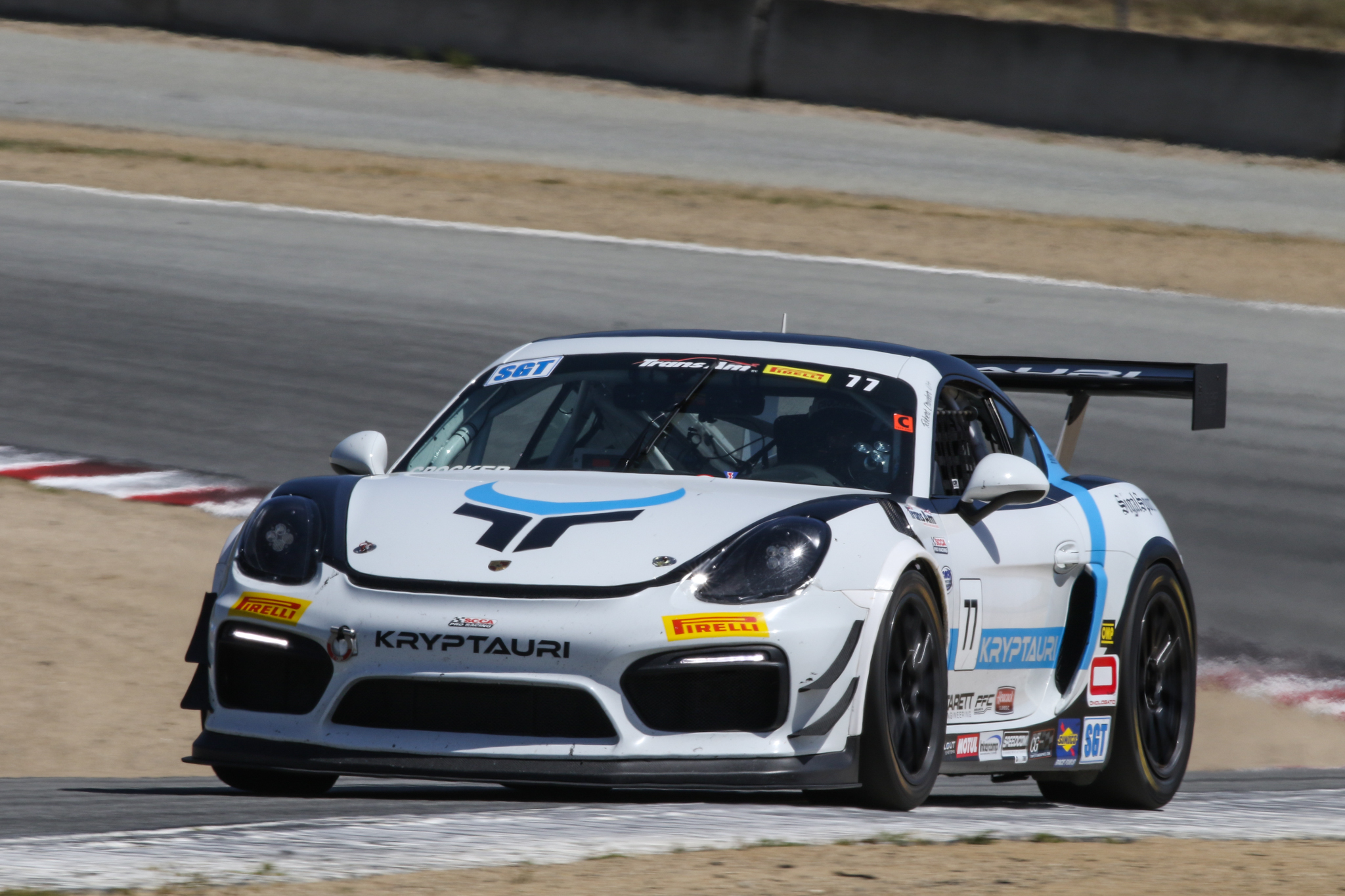
Una Porsche Cayman GT4 della classe SGT nel 2021

La classe Super GT (SGT) è aperta a vetture sport prodotte sia in America che in Europa, comprese vetture della classe SCCA T1, a cui si possono applicare delle riduzioni di peso e di potenza del motore per bilanciare le prestazioni. Sono ammesse anche vetture GT4 in una configurazione più leggera e senza air restrictor. Sulle vetture della classe SGT deve essere mantenuta la carrozzeria del produttore. Non sono ammessi telai tubolari ma sono obbligatori i roll-bar. È possibile installare un alettone posteriore a un piano, costruito sia dal produttore della vettura che da un altro produttore.

#### GT
Le vetture della classe GT sono vetture basate su modelli di produzione o kitcar dall'aspetto e dalle prestazioni analoghe; sono ammesse anche vetture GT4. Possono essere usati alettoni posteriori costruiti dal produttore della vettura.

### Gomme
A partire dal 2017 Pirelli è il fornitore unico di pneumatici; inizialmente venivano usati pneumatici da 16 pollici, ma dalla stagione 2022 gli pneumatici usati sono P Zero slick da 18 pollici.

## Albo d'oro
| Stagione | Classe                | Campionato costruttori | Campionato piloti       | Campionato piloti               | Campionato piloti                     |
| Stagione | Classe                | Campionato costruttori | Pilota campione         | Auto                            | Team                                  |
| -------- | --------------------- | ---------------------- | ----------------------- | ------------------------------- | ------------------------------------- |
| 1966     | <2 L                  | Alfa Romeo             | non assegnato           | non assegnato                   | non assegnato                         |
| 1966     | >2 L                  | Ford                   | non assegnato           | non assegnato                   | non assegnato                         |
| 1967     | <2 L                  | Porsche                | non assegnato           | non assegnato                   | non assegnato                         |
| 1967     | >2 L                  | Ford                   | non assegnato           | non assegnato                   | non assegnato                         |
| 1968     | <2 L                  | Porsche                | non assegnato           | non assegnato                   | non assegnato                         |
| 1968     | >2 L                  | Chevrolet              | non assegnato           | non assegnato                   | non assegnato                         |
| 1969     | <2 L                  | Porsche                | non assegnato           | non assegnato                   | non assegnato                         |
| 1969     | >2 L                  | Chevrolet              | non assegnato           | non assegnato                   | non assegnato                         |
| 1970     | <2 L                  | Alfa Romeo             | non assegnato           | non assegnato                   | non assegnato                         |
| 1970     | >2 L                  | Ford                   | non assegnato           | non assegnato                   | non assegnato                         |
| 1971     | <2,5 L                | Datsun                 | non assegnato           | non assegnato                   | non assegnato                         |
| 1971     | >2,5 L                | American Motors        | non assegnato           | non assegnato                   | non assegnato                         |
| 1972     | <2,5 L                | Datsun                 | John Morton             | Datsun 510                      | Roy Woods Racing                      |
| 1972     | >2,5 L                | American Motors        | George Follmer          | AMC Javelin                     | Brock Racing Enterprises              |
| 1973     |                       | Porsche                | Peter Gregg             | Porsche 911                     | Brumos Porsche                        |
| 1974     |                       | Porsche                | Peter Gregg             | Porsche 911                     | Brumos Porsche                        |
| 1975     |                       | Chevrolet              | John Greenwood          | Chevrolet Corvette              | John Greenwood Racing                 |
| 1976     | Cat. 1                | American Motors        | Jocko Maggiacomo        | AMC Javelin                     | Jocko's                               |
| 1976     | Cat. 2                | Porsche                | George Follmer          | Porsche 934                     | Vasek Polak Racing                    |
| 1977     | Cat. 1                | Porsche                | Bob Tullius             | Jaguar XJ-S                     | Group 44                              |
| 1977     | Cat. 2                | Porsche                | Ludwig Heimrath         | Porsche 934                     | Vasek Polak Racing                    |
| 1978     | Cat. 1                | Jaguar                 | Bob Tullius             | Jaguar XJ-S                     | Group 44                              |
| 1978     | Cat. 2                | Porsche                | Greg Pickett            | Chevrolet Corvette              | Pickett Racing                        |
| 1979     | Cat. 1                | Chevrolet              | Gene Bothello           | Chevrolet Corvette              | FEMSA/Kennedy                         |
| 1979     | Cat. 2                | Porsche                | John Paul, Sr.          | Porsche 935                     | John Paul, Sr.                        |
| 1980     |                       | Porsche                | John Bauer              | Porsche 911                     | Larry Green Racing                    |
| 1981     |                       | Chevrolet              | Eppie Wietzes           | Chevrolet Corvette              | Swiss Chalet                          |
| 1982     |                       | Pontiac                | Elliott Forbes-Robinson | Pontiac Firebird                | Huffaker Engineering                  |
| 1983     |                       | Chevrolet              | David Hobbs             | Chevrolet Camaro                | DeAtley Motorsports                   |
| 1984     |                       | Lincoln Mercury        | Tom Glory               | Mercury Capri                   | Lane Sports Racing                    |
| 1985     |                       | Lincoln Mercury        | Walley Dallenback Jr.   | Mercury Capri                   | Roush Racing                          |
| 1986     |                       | Lincoln Mercury        | Walley Dallenback Jr.   | Chevrolet Camaro                | Selix/Protofab Racing                 |
| 1987     |                       | Lincoln Mercury        | Scott Pruett            | Merkur XR4Ti                    | Roush Racing                          |
| 1988     |                       | Audi                   | Hurley Haywood          | Audi 200 quattro                | Group 44                              |
| 1989     |                       | Ford                   | Dorsey Schroeder        | Ford Mustang                    | Roush Racing                          |
| 1990     |                       | Chevrolet              | Tommy Kendall           | Chevrolet Beretta               | Spice Engineering                     |
| 1991     |                       | Chevrolet              | Scott Sharp             | Chevrolet Camaro                | American Equipment Racing             |
| 1992     |                       | Chevrolet              | Jack Baldwin            | Chevrolet Camaro                | American Equipment Racing             |
| 1993     |                       | Chevrolet              | Scott Sharp             | Chevrolet Camaro                | American Equipment Racing             |
| 1994     |                       | Ford                   | Scott Pruett            | Chevrolet Camaro                | American Equipment Racing             |
| 1995     |                       | Ford                   | Tommy Kendall           | Ford Mustang                    | Roush Racing                          |
| 1996     |                       | Ford                   | Tommy Kendall           | Ford Mustang                    | Roush Racing                          |
| 1997     |                       | Ford                   | Tommy Kendall           | Ford Mustang                    | Roush Racing                          |
| 1998     |                       | Chevrolet              | Paul Gentilozzi         | Chevrolet Corvette              | Rocketsports Racing                   |
| 1999     |                       | Ford                   | Paul Gentilozzi         | Ford Mustang                    | Rocketsports Racing                   |
| 2000     |                       | Ford                   | Brian Simo              | Qvale Mangusta                  | Huffaker/Qvale Motorsports            |
| 2001     |                       | Jaguar                 | Paul Gentilozzi         | Jaguar XKR                      | Rocketsports Racing                   |
| 2002     |                       | Ford                   | Boris Said              | Panoz Esperante                 | ACS Express Racing                    |
| 2003     |                       | Jaguar                 | Scott Pruett            | Jaguar XKR                      | Rocketsports Racing                   |
| 2004     |                       | Jaguar                 | Paul Gentilozzi         | Jaguar XKR                      | Rocketsports Racing                   |
| 2005     |                       | Jaguar                 | Klaus Graf              | Jaguar XKR                      | Rocketsports Racing                   |
| 2006     |                       | Non assegnato          | Paul Gentilozzi         | Jaguar XKR                      | Rocketsports Racing                   |
| 2007     | Non disputato         | Non disputato          | Non disputato           | Non disputato                   | Non disputato                         |
| 2008     | Non disputato         | Non disputato          | Non disputato           | Non disputato                   | Non disputato                         |
| 2009     |                       | Jaguar                 | Tomy Drissi             | Jaguar XKR                      | Rocketsports Racing                   |
| 2010     |                       | Chevrolet              | Tony Ave                | Chevrolet Corvette              | Lamers Racing                         |
| 2011     | TA1                   | Chevrolet              | Tony Ave                | Chevrolet Corvette              | Lamers Racing                         |
| 2011     | TA2                   | Chevrolet              | Bob Stretch             | Chevrolet Camaro                | Fix Rim Mobile Wheel Repair           |
| 2012     | TA                    | Chevrolet              | Simon Gregg             | Chevrolet Corvette              | Derhaag Motorsports                   |
| 2012     | TA2                   | Chevrolet              | Bob Stretch             | Chevrolet Camaro                | Fix Rim Mobile Wheel Repair           |
| 2012     | GGT                   | Panoz                  | Chuck Cassaro           | Panoz Esperante GTS             | Cassaro Racing                        |
| 2013     | TA                    | Chevrolet              | Doug Peterson           | Chevrolet Corvette              | Tony Ave Racing                       |
| 2013     | TA2                   | Chevrolet              | Cameron Lawrence        | Chevrolet Camaro                | Miller Racing                         |
| 2013     | TA3 - American Muscle | Ford                   | Chuck Cassaro           | Ford Mustang                    | Cassaro Racing                        |
| 2013     | TA3 - International   | Porsche                | David C. Seuss          | Porsche 996 GT3                 | Northern Light                        |
| 2014     | TA                    | Chevrolet              | Doug Peterson           | Chevrolet Corvette              | Tony Ave Racing                       |
| 2014     | TA2                   | Dodge                  | Cameron Lawrence        | Dodge Challenger                | Miller Racing                         |
| 2014     | TA3 - American Muscle | Chevrolet              | Ernie Francis Jr.       | Chevrolet Camaro                | Breathless Performance Racing         |
| 2014     | TA3 - International   | Chevrolet              | Jason Berkeley          | Chevrolet Corvette C6.R         | BMG Management                        |
| 2015     | TA                    | Chevrolet              | Amy Ruman               | Chevrolet Corvette              | Ruman Racing                          |
| 2015     | TA2                   | Chevrolet              | Gar Robinson            | Chevrolet Camaro                | Robinson Racing                       |
| 2015     | TA3 - American Muscle | Chevrolet              | Ernie Francis Jr.       | Chevrolet Camaro                | Breathless Performance Racing         |
| 2015     | TA3 - International   | Dodge                  | Lee Saunders            | Dodge Viper                     | V10 PWR Racing                        |
| 2016     | TA                    | Chevrolet              | Amy Ruman               | Chevrolet Corvette              | Ruman Racing                          |
| 2016     | TA2                   | Ford                   | Tony Buffomante         | Ford Mustang                    | Mike Cope Racing                      |
| 2016     | TA3                   | BMW                    | Randy Mueller           | BMW M3                          | Epic Motorsport                       |
| 2016     | TA4                   | Ford                   | Ernie Francis Jr.       | Ford Mustang                    | Breathless Performance Racing         |
| 2016     | TA5                   | Porsche                | Tim Kezman              | Porsche 997                     | Fall-Line Motorsports                 |
| 2017     | TA                    | Ford                   | Ernie Francis Jr.       | Ford Mustang                    | Breathless Performance Racing         |
| 2017     | TA2                   | Chevrolet              | Gar Robinson            | Chevrolet Camaro                | Robinson Racing                       |
| 2017     | TA3                   | Porsche                | Randy Mueller           | Porsche 991 GT3 Cup             | Fall-Line Motorsports                 |
| 2017     | TA4                   | Ford                   | Brian Kleeman           | Ford Mustang                    | DWW Motorsports                       |
| 2018     | TA                    | Ford                   | Ernie Francis Jr.       | Ford Mustang/Chevrolet Camaro   | Breathless Performance Racing         |
| 2018     | TA2                   | Chevrolet              | Rafa Matos              | Chevrolet Camaro                | Coleman Motorsports                   |
| 2018     | TA3                   | Ginetta Cars           | Alline Cipriani         | Ginetta G55                     | Ginetta USA Racing                    |
| 2018     | TA4                   | Ginetta Cars           | Warren Dexter           | Ginetta G55                     | Dexter Racing                         |
| 2019     | TA                    | Ford                   | Ernie Francis Jr.       | Ford Mustang                    | Breathless Performance Racing         |
| 2019     | TA2                   | Chevrolet              | Marc Miller             | Dodge Challenger                | Stevens-Miller Racing                 |
| 2019     | SGT                   | Porsche                | Mark Boden              | Porsche 991 GT3 Cup             | Fall-Line Motorsports                 |
| 2019     | GT                    | Aston Martin           | Steven Davison          | Aston Martin Vantage GT4        | Automatic Racing                      |
| 2020     | TA                    | Ford                   | Ernie Francis Jr.       | Ford Mustang                    | Breathless Performance Racing         |
| 2020     | TA2                   | Chevrolet              | Mike Skeen              | Chevrolet Camaro/Ford Mustang   | Stevens-Miller Racing                 |
| 2020     | XGT                   | Audi                   | Ken Thwaits             | Audi R8 GT3 Ultra               | Showtime Motorsports                  |
| 2020     | SGT                   | Dodge                  | Lee Saunders            | Dodge Viper                     | V10 PWR Racing                        |
| 2020     | GT                    | Ford                   | Billy Griffin           | Ford Mustang                    | Griffin Motorsports                   |
| 2021     | TA                    | Ford                   | Chris Dyson             | Ford Mustang                    | Plaid/Altwell                         |
| 2021     | TA2                   | Ford                   | Rafa Matos              | Ford Mustang                    | 3 Dimensional Services                |
| 2021     | XGT                   | Porsche                | Erich Joiner            | Porsche 991 GT3 R               | Good Boy Bob Coffee                   |
| 2021     | SGT                   | Chevrolet              | Justin Oakes            | Chevrolet Corvette              | Droneworks                            |
| 2021     | GT                    | Ford                   | Philip Di Pippo         | Ford Mustang                    | Sasco Sports                          |
| 2022     | TA                    | Ford                   | Chris Dyson             | Ford Mustang                    | Plaid/Altwell                         |
| 2022     | TA2                   | Ford                   | Thomas Merrill          | Ford Mustang                    | Mike Cope Racing                      |
| 2022     | XGT                   | Chevrolet              | Danny Lowry             | Audi R8 LMS/Porsche 991 GT3 Cup | Bridgehaul/Bennett/Pitboxes           |
| 2022     | SGT                   | Porsche                | Milton Grant            | Porsche 911                     | Sentry Self Storage/Springhill Suites |
| 2022     | GT                    | Ford                   | Billy Griffin           | Ford Mustang                    | Griffin Auto Care/Sheehan Towing      |
| 2023     | TA                    | Ford                   | Chris Dyson             | Ford Mustang                    | Gym Weed                              |
| 2023     | TA2                   | Ford                   | Brent Crews             | Ford Mustang                    | Nitro Motorsports                     |
| 2023     | XGT                   | Mercedes-AMG           | Danny Lowry             | Mercedes-AMG GT3                | Bridgehaul/Bennett                    |
| 2023     | SGT                   | Dodge                  | Lee Saunders            | Dodge Viper/Ford Mustang        | Landsearch LLC                        |
| 2023     | GT                    | Audi                   | Michael Attaway         | Audi R8                         | Bennett/Bridgehaul/Pitboxes           |

Nel 1980 lo Sports Car Club of America ha nominato i piloti campioni per i campionati precedenti al 1972, utilizzando il sistema di punti in uso nel rispettivo campionato. Lo SCCA e la Trans-Am Series riconoscono questi piloti come campioni della serie:
- 1966:  Horst Kwech e  Gaston Andrey
- 1967:  Jerry Titus
- 1968:  Mark Donohue
- 1969:  Mark Donohue
- 1970:  Parnelli Jones
- 1971:  Mark Donohue

### West Coast Championship
| Stagione | Classe | Campionato costruttori | Campionato piloti    | Campionato piloti               | Campionato piloti                             |
| Stagione | Classe | Campionato costruttori | Pilota campione      | Auto                            | Team                                          |
| -------- | ------ | ---------------------- | -------------------- | ------------------------------- | --------------------------------------------- |
| 2017     | TA     | Chevrolet              | Greg Pickett         | Ford Mustang                    | Pickett Racing                                |
| 2017     | TA2    | Chevrolet              | Shane Lewis          | Chevrolet Camaro                | Pura Vida Tequila/74 Ranch Resort             |
| 2017     | TA3    | Chevrolet              | Oli Thordarson       | Chevrolet Corvette              | Alvaka Networks / Trackspec Motorsports       |
| 2017     | TA4    | Maserati               | Guy Dreier           | Maserati GranTurismo GT4        | Guy Dreier Designs                            |
| 2018     | TA     | Chevrolet              | Tomy Drissi          | Chevrolet Camaro                | GoShare                                       |
| 2018     | TA2    | Ford                   | Thomas Merrill       | Ford Mustang                    | Big Diehl Racing                              |
| 2018     | TA3    | Chevrolet              | Oli Thordarson       | Chevrolet Corvette              | Alvaka Networks / Trackspec Motorsports       |
| 2018     | TA4    | Ford                   | Dane Jorgenson-Smith | Ford Mustang                    | Bob Smith Motors                              |
| 2019     | TA     | Chevrolet              | Simon Gregg          | Chevrolet Corvette              | Derhaag Motorsports                           |
| 2019     | TA2    | Ford                   | Brad McAllister      | Ford Mustang                    | PortlandImplantDentistry.com                  |
| 2019     | SGT    | Factory Five Racing    | Carl Rydquist        | Factory Five GTM                | MyRaceShop.com/Tel Tac                        |
| 2019     | GT     | Ford                   | Roger Eagleton       | Ford Mustang                    | Five Star Property Mgmt. / Energy Real Estate |
| 2020     | TA     | Ford                   | Greg Pickett         | Ford Mustang                    | Pickett Racing                                |
| 2020     | TA2    | Ford                   | Jim Gallaugher       | Ford Mustang                    | Madison Development Group                     |
| 2020     | XGT    | Mercedes-AMG           | Simon Gregg          | Mercedes-AMG GT3                | Derhaag Motorsports                           |
| 2020     | SGT    | Factory Five Racing    | Carl Rydquist        | Factory Five GTM                | MyRaceShop.com/Tel Tac/Mendeola               |
| 2020     | GT     | Chevrolet              | Joe Bogetich         | Chevrolet Camaro                | Westover Corporation                          |
| 2021     | TA     | Chevrolet              | Steve Goldman        | Chevrolet Corvette              | LIG Racing                                    |
| 2021     | TA2    | Ford                   | Carl Rydquist        | Ford Mustang                    | RaceCars4Rent/Group Wholesale                 |
| 2021     | XGT    | Porsche                | Erich Joiner         | Porsche 991 GT3 R               | Good Boy Bob Coffee Roaster                   |
| 2021     | SGT    | Dodge                  | John Schweitzer      | Holden Monaro                   | Superior Builders Inc.                        |
| 2022     | TA     | Ford                   | Greg Pickett         | Ford Mustang                    | Altwell CBD/Gym weed                          |
| 2022     | TA2    | Chevrolet              | Jeff Holden          | Chevrolet Camaro                | Mid Valley Trans/Joe's Racing Products        |
| 2022     | XGT    | Ford                   | Howard Johnson       | Ford Mustang                    | IWS Acquisition Group                         |
| 2022     | SGT    | Ford                   | Chris Evans          | Ford Mustang                    | Chris Evans Inc.                              |
| 2022     | GT     | McLaren                | Xuanqian Wang        | McLaren 570S GT4                | AURALIC North America                         |
| 2023     | TA     | Chevrolet              | Steve Goldman        | Chevrolet Corvette              | LIG Racing                                    |
| 2023     | TA2    | Ford                   | Brody Goble          | Ford Mustang                    | Brown Brothers Ford/Cortex Performance        |
| 2023     | XGT    | Chevrolet              | Will Rodgers         | Chevrolet Camaro/Ford Mustang   | Central Welding Supply                        |
| 2023     | SGT    | Ford                   | Rudy Revak           | Ford Mustang/Pontiac Grand Prix | Xyngular                                      |
| 2023     | GT     | Chevrolet              | JC Meynet            | Chevrolet Corvette              | Killer Shrimp Racing                          |